# Gorile
Gorile (rod Gorilla) su primati iz porodice čovjekolikih majmuna (Hominidae) i najveći su živući primati. 
Dok su starije sistematike smatrale da su sve gorile jedna vrsta, suvremena sistematika ih dijeli na dvije vrste od kojih svaka ima po dvije podvrste:
- zapadni gorila (G. gorilla)

- zapadni nizinski gorila (G. g. gorilla)
- Cross River gorila (G. g. diehli)

- istočni gorila (G. beringei)

- istočni nizinski gorila (G. b. graueri)
- brdski gorila (G. b. beringei)

## Rasprostranjenost
Gorile su stanovnici tropskih kišnih šuma i brdskih kišnih šuma u središnjem dijelu Afrike. Zapadni nizinski gorila (Gorilla gorilla gorilla) živi na području koje se prostire od jugoistoka Nigerije preko Ekvatorske Gvineje i Gabona do Republike Kongo. Istočni nizinski gorila nastanjuje istočni dio Demokratske Republike Kongo. Brdski gorile žive na obroncima vulkana Virunga i brdima Bwindi u graničnom području između Ugande, Ruande i Demokratske Republike Konga exZaira. 

## Opis
Uspravljeni, gorile mogu doseći visinu do 1,75 m, no stvarna dužina tijela im je nešto veća, jer stoje uvijek malo povijenih koljena. Raspon ruku im nadmašuje dužinu tijela i iznosi do 2,75 m. Između spolova postoje značajne razlike u težini. Dok su ženke teške između 70 i 90 kg, mužjaci znaju težiti i do 275 kg, dok dobro hranjeni gorile u zatočeništvu mogu imati čak i 350 kg.
Boja krzna je uglavnom crna, a s godinama se kod starijih mužjaka krzno na leđima oboji srebrno sivkasto. Po tom obilježju ih se često naziva i "srebrnoleđi" mužjak. Krzno brdskih gorila ima duže svilenkaste dlake od dlake nizinskih gorila. Kao i svi čovjekoliki majmuni, ni gorila nema rep. Gorile su robusno građeni, a lice i uške nemaju dlaku. Luk iznad očiju im je vrlo izražen.

## Način života
Gorile su dnevne šumske životinje. Nizinski gorile žive u tropskim kišnim šumama, dok brdski gorile žive uglavnom u sekundarnim šumama. Brdski gorile žive na tlu, dok se nizinski gorile, čak i teški mužjaci, često u potrazi za hranom penju na drveće i do 20 m visoko. Na tlu se kreću na sva četiri ekstremiteta, oslanjajući se pri tome na srednje članke prstiju prednih ekstremiteta. Navečer si za spavanje grade gnijezda od granja i lišća, svaku večer novo, što traje jedva nešto dulje od 5 minuta. Ta gnijezda brdski gorile grade na tlu, a nizinski na stablima. Osnovni oblik zajedničkog življenja gorila je grupa od jednog mužjaka i nekoliko ženki s podmlatkom. Međutim, ponekad se sreću i grupe s dva ili više mužjaka. Prosječno velika grupa broji od 10 do 15 jedinki, ali sreću se i grupe od dvije jedinke, ali i takve s 30. Ako u grupi živi više od jednog mužjaka, samo jedan ima ulogu vođe i jedino on ima pravo na parenje.
Grupe se ponašaju vrlo fleksibilno. Često se privremeno razdvajaju u potrazi za hranom. Za razliku od ostalih vrsta primata, grupu napuštaju i mužjaci i ženke, te stvaraju nove grupe. Jednom osnovane, grupe su vrlo dugovječne, a ponekad dolazi do borbe između mužjaka za položaj vođe. Ako pobijedi novi mužjak, ubija svu djecu svog prethodnika. Biološka korist tog infanticida može biti činjenica da ženke koje doje ne mogu ostati skotne, ali nakon smrti mladunca su vrlo brzo ponovo plodne.
Teritorijalno ponašanje nije izraženo. Više grupa može tražiti hranu na istom području, ali izbjegavaju direktan međusobni kontakt. Kako im se hrana sastoji uglavnom od lišća, potrage nisu duge niti daleke. S jedne strane jer lišća ima dovoljno, a s druge jer je prehrambena vrijednost lišća vrlo niska, pa su prisiljeni na duga razdoblja mirovanja. Gorile vladaju nizom glasova, vrištavih i mumljavih, koji služe za javljanje položaja članovima svoje grupe, ali i obavještavanju drugih grupa o svom položaju, no mogu izražavati i agresivnost. Za gorile je tipično "bubnjanje" šakama po grudima. Ranije se vjerovalo da to rade samo stariji mužjaci, dok je danas poznato da to prakticiraju svi članovi društva gorila. To vjerojatno služi za označavanje mjesta gdje se nalaze ili kao ritualizirani pozdrav.
Poput čimpanza, i gorile jedu bodljikavo lišće koje sadrži trpke tvari da se riješe neugodnih crijevnih parazita. Velike količine tog lišća gutaju nesažvakane, kako bi s crijeva "ostrugali" parazite.

## Ishrana
Od svih čovjekolikih majmuna gorile su najizraženiji biljožderi. Njihova glavna hrana je lišće, a ovisno o sezoni, voće jedu u vrlo različitim količinama. Odrasla životinja treba oko 25 kg dnevno. Životinjski dodatak hrani su samo kukci a i to najčešće nehotice i nesvjesno, kad se oni nađu na lišću koje gorila pojede. S obzirom na to da su veliki, veći dio svog aktivnog razdoblja provode hraneći se.

## Razmnožavanje
Gorile u prirodi nemaju određeno razdoblje razmnožavanja. Ženka svakih 3,5 do 4,5 godine koti najčešće samo jednog mladunca. Skotnost traje oko 8,5 do 9 mjeseci pa tako uz ljude imaju najdulje vrijeme trudnoće. Mladunčad se rađa teška oko 2 kg, ali se brže razvija od, recimo, ljudskih beba. S tri mjeseca već pužu, a nakon toga više godina "jašu" na majčinim leđima. U dobi između dvije i četiri godine prestaju sisati, a spolnu zrelost dosežu ženke u osmoj, a mužjaci u desetoj godini. Očekivani životni vijek im je oko 50 godina (kad su na skrbi ljudima, mogu doživjeti i 54 godine).

## Gorile i ljudi
Vjerojatno prvo spominjanje gorila potiče od jednog admirala Kartage, Hanna, no njegov je prevoditelj time opisao jedno pigmejsko pleme niskog rasta. Tek 1847. je prvi put opisao jedan američki misionar i novu vrstu tada, po kartaškom admiralu, nazvao Hanno.
Sve tri podvrste gorila su uvrštene na crvenu listu IUCNa. Procjenjuje se da u prirodi živi još od 100.000 do 150.000 jedinki. 
Najbrojniji su zapadni nizinski gorile, čija se populacija procjenjuje na 90.000 do 100.000 jedinki. Istočnih nizinskih gorila danas živi u prirodi još najviše 15.000, dok je najugroženiji brdski gorila. Još samo 400 do 700 jedinki živi na obroncima Virunga vulkana i Bwindi planina na granici između Ugande, Ruande, Zaira Demokratske Republike Konga.
Odrasli gorile nemaju prirodnih neprijatelja, samo ponekad leopardu uspije ugrabiti nekog mladunca. Najveća je opasnost za životinje krčenje šuma, čime se neprekidno smanjuje njihov životni prostor. Uz to, građanski rat u Demokratskoj Republici Kongo je jako otežao provođenje mjera zaštite ove vrste. 
Brojni zoološki vrtovi imaju gorile, no to su uvijek samo nizinski gorile. Nakon desetljeća poteškoća, danas uspijeva razmnožavanje gorila koji žive u zatočeništvu. Najpoznatiji zoo-gorila je bio jedan albino mužjak u zoološkom vrtu Barcelone koji je uginuo 2003. a bio je jedini poznati albino gorila. Najpoznatiji znanstvenik koji se bavio proučavanjem gorila bila je Dian Fossey.

## Gorile u zatočeništvu
Pripitomljenih gorila nema mnogo zato što ih je vrlo teško pripitomiti. Da bi gorila bio pitom, od rođenja mora biti uz čovjeka. Budući da su po svojoj prirodi divlje životinje, čovjek ne mora očekivati velike rezultate u promjeni ponašanja. Ako ih od malena učimo da se po kući ne smije skakati, oni će to poslušati. Kako postaju sve stariji, tako će im trebati više hrane. Ako im ne osiguramo dovoljno hrane, bit će neposlušni i divlji zbog gladi. Kako odrastaju postaju sve veći, pa ih je sve teže držati u kući. Odrasli gorile ne mogu biti u kući zbog svoje veličine i zbog toga što su stariji pa im je potrebno puno više prostora za život i kretanje. Želja za slobodom je sve veća. Zato mnogi ljudi odrasle gorile stavljaju u zoološke vrtove ili ih vraćaju u divljinu.

## Vanjske poveznice

### Ostali projekti
|  | Zajednički poslužitelj ima stranicu o temi Gorile |
|  | Wikivrste imaju podatke o taksonu Gorile          |